# The Gods of Earth and Heaven
The Gods of Earth and Heaven —en español: Los dioses de la tierra y el cielo— es el tercer álbum de estudio de Army of Lovers. Es el primer álbum nuevo, tras el reemplazo de La Camilla por Michaela Dornonville de la Cour y la introducción de un nuevo miembro, Dominika Peczynski. Nunca fue publicado en los Estados Unidos, debido a sus fuertes letras.
Contiene éxitos como Israelism y La Plage De Saint Tropez. «Israelism» fue prohibido en MTV por burlarse supuestamente de la cultura judía (a pesar del hecho de que dos de los miembros de la banda eran judíos). El álbum no funcionó tan bien como lo hizo Massive Luxury Overdose. The Gods of Earth and Heaven alcanzó la primera posición en Rusia, Grecia y Hong Kong. En Rusia el álbum pasó cuatro meses ocupando el primer puesto. En las listas de álbumes finlandesas, alcanzó la undécima posición y vendió más de 22.000 copias. The Gods of Earth and Heaven vendió 1,7 millones de copias en todo el mundo. En algunas partes de Europa se consideró un fracaso pero se convirtió en el álbum más exitoso de la historia en Rusia, y hasta la fecha, Army of Lovers ha sido el único acto extranjero en Rusia en conseguir el disco de diamante aparte del álbum de Kylie Minogue de 2001 Fever.
A finales de junio de 1993, Army of Lovers actuó en varios programas de TV en Francia, España e Italia.
El primer sencillo del álbum, «Israelism», trata sobre el regreso de Jean-Pierre Barda a su cultura e historia judías.

## Lista de canciones

### CD
1. Chihuahuas on Parade (0:41)
2. We Are the Universe (3:41)
3. La Plage De Saint Tropez (3:32)
4. I Am (3:54)
5. Le Portrait de Jean-Pierre (0:44)
6. Israelism (3:20)
7. The Grand Fatigue (3:32)
8. Carry My Urn to Ukraine (4:04)
9. Sebastien (3:33)
10. La Storia di O (0:45)
11. Blood in the Chapel (3:16)
12. The Ballad of Marie Curie (3:48)
13. Heterosexuality (4:10)
14. Sons of Lucy (3:02)
15. Also Sprach Alexander (0:35)
16. The Day the Gods Help Us All (3:45)

## Posición en las listas
| Lista                         | Posición | Ventas                        |
| ----------------------------- | -------- | ----------------------------- |
| Lista de álbumes rusa         | 1.       | Diamante 750.000 + Unidades   |
| Lista de álbumes de Grecia    | 1.       | Platino 50.000 + Unidades     |
| Lista de álbumes de Hong Kong | 1.       | Platino 40.000 + Unidades     |
| Lista de álbumes sueca        | 36.      | 10.000 + Unidades             |
| Lista de álbumes finlandesa   | 11.      | 22.000 + Unidades             |
| Lista de álbumes italiana     | 8.       | Platino 100.000 + Unidades    |
| Lista de álbumes China        | 1.       | 3x Platino 250.000 + Unidades |
| Lista de álbumes Japonesa     | 9.       | Oro 130.000 + Unidades        |
| Lista de álbumes francesa     | 2.       | Platino 250.000 + Unidades    |

## Créditos
- Coro [The Army Tabernacle Choir Features] – The 69 Caruso, Erika Essen-Möller, Lilling Palmeklint, Malin Bäckström, Ricco (3)
- Coordinador [Promoción] – Jonas Holst
- Dirigido por [Videoclips] – Fredrik Boklund
- Ingeniero, Programado por [Adicional] – Per Adebratt
- Productor ejecutivo – Ola Håkansson
- Productor cinematográfico [Videoclips] – Martin Persson
- Teclado, Programado por, Guitarra – Anders Wollbeck
- Administración – Anders Bladh
- Controlado por – Björn Engelman
- Productor, Mezclado por – Alexander Bard, Anders Wollbeck, Per Adebratt
- Supervisado por [Supervisor del proyecto] – Eric Hasselqvist
- Voces, Bajo – Dominika Peczynski
- Voces, Batería – Jean-Pierre Barda
- Voces, Guitarra – Alexander Bard
- Voces, Teclado – Michaela Dornonville de la Cour

- Datos: Q1939230